# Miklósvári Zoltán
Miklósvári Zoltán (Karcag, 1940. december 1. – Pécs, 2001. szeptember 4.) közgazdász, újságíró, a Dunántúli Napló főszerkesztő helyettese.

## Életpályája
1964-ben a Marx Károly Közgazdaságtudományi Egyetem-n végzett. Egyetemi évei alatt a Közgazdász egyetemi újságnál dolgozott. 1963-ban „A herceg halála” című kisregényvázlatáért Marx Károly Közgazdaságtudományi Egyetem irodalmi, publicisztikai pályázatán III. díjban részesült. Az általános szakon végzett, diploma munkájának a témája „a Magyar Gördülőcsapágy Művek gazdálkodásában  az árak szerepe” volt.
1966-tól a Dunántúli Napló gyakornoka, munkatársa, rovatvezetője, a Dunántúli Napló főszerkesztő helyettese (1990-1995). Közgazdasági szakíró. A Pécsi Műszaki Szemle szerkesztője. (1976-1982) Az SZVT Baranya megyei Szervezetének. továbbá a Magyar Újságírók Szövetségének is tagja volt. A Dunántúli Naplón kívül az írásai megjelentek a Világgazdaságban, Somogyi Néplapban, Fejér Megyei Hírlapban, Magyar Hírlapban, Mohácsi Naplóban, Bőripari Dolgozóban, Békés Megyei Hírlapban, Ötletben, Komárom Megyei Dolgozók Lapjában és más lapokban.
Újságíróként, közgazdászként mindig nyitott volt az újra, a Dunántúli Napló egyik sikeres vállalkozásaként az ő gondozásában jelent meg a lap DN Panoráma című magazinja. A gazdasági rovat munkatársaként, később vezetőjeként bontakoztatta ki az emberek érdekeit szem előtt tartó, mindig jobbító szándékú kritikai hangvételét, amelynek emlékezetes megjelenési formája az „Elégtelen” című cikksorozata volt. A Dunántúli Naplóért végzett munkájáért Magyar Lajos nívódíjban részesült.
2001 szeptember 4-én 60 éves korában hunyt el. Sírja a Pécsi Köztemetőben van. (Parcella: E/I, Sor: V/2, Sírhely: 12)

## Kitüntetés
- Hevesi Gyula Díjkitüntetettjei III. fokozat. 1981.[5]
- Az SZVT Társasági Munkáért Érem III. fokozat. 1981. .[6]

## Legfontosabb publikációi
- Bemutatjuk Ratkó József költőt. Kelet-Magyarország, 22. évf., 1965. aug. 15., 192. sz.
- Számítógép gondok vidéken. Figyelő, 1971-07-07 / 27. szám.[7]
- Javuló belső irányítás. Figyelő, 1971-11-17 / 46. szám.[8]
- Felelős szerkesztő. Ötvenéves a Bőrgyári Torna Club - BTC 1932-1982. Felelős kiadó Dara János. Pécsi Szikra Nyomda.[9]